# 알불라강

알불라강(독일어: Albula, 로만슈어: Alvra)은 스위스 그라우뷘덴주 내 힌터라인강의 가장 큰 지류이다. 길이는 36 km, 유역 면적은 950 km2이다. 이 강은 투지스 근처의 힌터라인강으로 흐른다.

## 이름
이름은 라틴어 abulus(흰색)에서 파생되었다.

## 지리
알불라는 디쉬멜(2,037 m) 북서쪽 해발 2,037 m의 알불라 고개 아래 Igls Plans에서 상승한다.
이 강은 처음에 거의 서쪽 방향으로 순탄히 1.5 km를 흐른 다음 팔루잉냐봉(Piz Palpuogna)의 북쪽 기슭에서 댐을 형성하여 팔루잉야 호수(Lai da Palpuogna)를 형성한다. 저수지를 떠나 북서쪽으로 경로를 맞춘 다음 1.5 km를 더 가면 베르귄 필리주어 지자체에 속한 마이엔자스 나츠를 기나간다. 물릭스 계곡이 있는 왼쪽의 남서쪽으로 흘러간다.
알불라강은 이제 서쪽의 루크눅스봉(Piz Rugnux, 2890 m)과 동쪽의 무도트봉(Piz Muot, 2669 m) 사이를 거의 북쪽으로 흐르다가 양쪽 경사면에 숲이 있는 넓은 계곡을 통해 약 4 km 후에 베르귄 마을에 도달한다. 거기에서 포룸봉(Piz Forum, 3052 m) 에서 동쪽에서 오는 투오어바흐(Ava da Tuors)의 오른쪽을 차지한다. 이제 강은 슈튤(Stuls)의 서쪽으로 흐르다가 잠시 후 다시 오른쪽에서 슈튤바흐(Stuglbach)와 교차한다. 필리주어 마을에서 북동쪽에서 접근하는 란트바서강과 합류한다.